# Andrew V. Schally
Andrzej Viktor Schally (amerikanizirano Andrew V. Schally), poljsko-ameriški endokrinolog, nobelovec, * 30. november 1926, Wilno, Druga poljska republika (zdaj Vilna, Litva), † 17. oktober 2024, Miami Beach, Florida, ZDA.
Znan je bil po ostrem rivalstvu z nekdanjim nadrejenim Rogerjem Guilleminom, s katerim sta tekmovala pri izolaciji in karakterizaciji hormonov hipotalamusa, ki vplivajo na izločanje drugih hormonov. Za svoja odkritja sta si leta 1977 razdelila polovico Nobelove nagrade za fiziologijo ali medicino (drugo polovico je prejela Rosalyn Yalow za razvoj radioimunskega testa). Kasneje se je preusmeril v onkologijo in ostal aktiven kot raziskovalec tudi pri starosti nad 90 let.

## Življenje
Rodil se je v družini generalmajorja poljske vojske in odraščal v času nacistične okupacije Poljske, pred katero so se z družino leta 1939 umaknili v mesto Craiova v Romuniji. V tem času se je odločil postati kemik. Po drugi svetovni vojni so emigrirali v Edinburg na Škotskem, kjer je Schally vpisal študij kemije na Univerzi v Londonu in se po treh letih zaposlil kot laboratorijski tehnik na Nacionalnem inštitutu za medicinske raziskave.
Leta 1952 je odšel v Kanado, kjer je postal laboratorijski tehnik na inštitutu za psihiatrijo Univerze McGill v Montréalu. Njegov nadrejeni, Murray Saffron, je verjel v pravilnost teorije Geoffreyja Harrisa, ki je posredno dokazoval, da možgani prek izločkov hipotalamusa vplivajo na izločanje hormonov hipofize, ki nato vplivajo na številne telesne funkcije, a je bila teorija takrat radikalna, saj je bilo težko verjeti, da možgani – organ za razmišljanje – izločajo tudi hormone. Schally in Saffron sta približno istočasno z Guilleminovo skupino na Baylorjevem medicinskem kolidžu v Houstonu (Teksas, ZDA) z raziskavami na celičnih kulturah našla nov dokaz za Harrisovo teorijo in se po naključju osredotočila na isti dejavnik, ki vpliva na izločanje adrenokortikotropnega hormona (ACTH). Poimenovala sta ga CRF (zdaj znan kot kortikoliberin). Schally je leta 1955 je diplomiral in dve leti kasneje še doktoriral na Univerzi McGill. Leta 1956 se je poročil z Margaret Rachel White in imel z njo sina ter hči.
Po spletu naključij je po doktoratu, leta 1957, postal Guilleminov tehnik, se preselil v ZDA in v sodelovanju z njim nadaljeval z delom na istem problemu. Hkrati je postal docent na Baylorjevi univerzi. Delo je bilo težavno, saj je bilo s takrat dostopnimi analitskimi tehnikami izredno težko dokazovati kompleksne peptide v tako nizkih koncentracijah. Več let sta jih brez uspeha poskušala izolirati iz govejih hipotalamusov, ki sta jih dobila iz klavnic, zato je bila skupina deležna posmeha kolegov in tudi sama sta začela obupovati. Guillemin je leta 1960 odšel v Francijo, kjer je poskusil vzpostaviti zadosten vir ovčjih hipotalamusov, medtem pa je Schally izkoristil priložnost in leta 1962 odšel v New Orleans, kjer mu je bolnišnica vladne agencije za veterane ponudila položaj vodje raziskovalne skupine. Tega leta je postal naturaliziran ameriški državljan.
Začelo se je večdesetletno rivalstvo, saj je bil Schally zagrizen in je vzpostavil praktično enako raziskovalno skupino, da bi nadaljeval z iskanjem hormonov hipotalamusa. Preusmeril se je na prašiče in kmalu prejel donacijo milijona prašičjih hipotalamusov, kar mu je omogočilo investirati več v plače za sodelavce ter je, kot Guillemin, pritegnil nekaj vrhunskih raziskovalcev. Obdelava takšne količine vzorcev, da so pridobili 100 mg aktivne snovi, ni bila več znanstveni, temveč skoraj industrijski podvig, za katerega nihče razen njiju ni bil dovolj vztrajen. Namesto težavnega CRF sta skupini zdaj iskali dejavnika, ki vplivata na izločanje tirotropina in luteinizirajočega hormona – TRH in LTH. Napredek je bil še vedno počasen, konkurenta sta se redno zbadala v člankih, prerekala na kongresih in si nista delila materiala, zaradi pomanjkanja rezultatov pa sta tvegala tudi ukinitev financiranja s strani Nacionalnih inštitutov za zdravje. Schallyjevi skupini je uspelo 6. novembra 1969, manj kot teden dni pred Guilleminovo, objaviti zgradbo TRH. Naslednji je bil LTH, s terapevtskega vidika mnogo zanimivejši hormon, kjer je Schally leta 1971 spet prehitel Guillemina, tokrat za kakšen mesec. Guillemin se je na koncu proslavil z odkritjem strukture še tretjega hormona, somatostatina, kjer je Schallyjeva skupina kasneje samo potrdila enako zgradbo pri prašičih. Med endokrinologi je še zdaj deljeno mnenje, ali je bilo rivalstvo koristno ali je zavrlo napredek.
Schally je poleg vodenja laboratorija v bolnišnici vladne agencije za veterane v 1960. letih postal predavatelj na Univerze Tulane, kjer bil je leta 1967 imenovan za rednega profesorja. V matični bolnišnici je bil leta 1973 imenovan za višjega raziskovalca, tam je po uspehu z LTH raziskoval regulacijo spolnih hormonov in razvijal terapije za plodnost ter kontraceptike. V zadnjem obdobju se je ukvarjal z nevropeptidi, ki lahko vplivajo na dovzetne tipe raka. Po ločitvi od prve žene se je leta 1976 poročil z brazilsko zdravnico in endokrinologinjo Ano Marío de Madeiros-Comaru.

## Priznanja
Neposredni dokaz prvih nevrohormonov je pritegnil veliko pozornosti znanstvene skupnosti, ki je njun prispevek obravnavala kot enakovreden, in Schally ter Gullemin sta leta 1975 prejela nagrado Alberta Laskerja za temeljne medicinske raziskave, leta 1977 pa tudi Nobelovo nagrado za fiziologijo ali medicino.
Schally je bil izvoljen tudi za člana Nacionalne akademije znanosti.